# Viliami Vaki
Viliami Laukau Vaki (Vava'u, 27 aprile 1976) è un ex rugbista a 15 e allenatore di rugby a 15 tongano, in carriera attivo nel ruolo di terza linea e 36 volte internazionale per Tonga.

## Biografia
Vaki nasce a Tonga nel 1976; veste fino al 2003 la maglia del club Lavengamalie RFC nel suo Paese d'origine. Nell'estate 2003 si trasferisce in Italia, ingaggiato dal GRAN Parma in Super 10; dopo due stagioni in Emilia, viene messo sotto contratto dal Perpignano in Top14: qui rimane per cinque stagioni fino al 2010, collezionando 89 presenze ufficiali nel campionato francese segnando 16 mete e aggiudicandosi il titolo di Campione di Francia 2008-09, battendo in finale il Clermont. Nel 2011 si trasferisce a Reggio nell'Emilia per rimanere vicino alla famiglia, ingaggiato dalla squadra cittadina per disputare il campionato di Serie A e contribuendo a portare il club alla promozione in Eccellenza. Ritiratosi nel 2016, entra a far parte dello staff tecnico del club emiliano in qualità di assistente allenatore e allenatore della difesa.

### Carriera internazionale
Il 25 maggio 2001 esordisce con la maglia della Nazionale tongana contro le Figi a Nukuʻalofa, Tonga. Durante la sua carriera disputa 33 incontri ufficiali con Tonga, di cui 26 da titolare; in due occasioni è stato anche capitano della Nazionale con la quale ha segnato 35 punti (7 mete). Nel 2003 e nel 2007 ha partecipato a due edizioni della Coppa del Mondo di rugby in Australia e Francia, disputando tutte le partite della fase a gironi. Nel 2006 e nel 2008 è stato selezionato 3 volte nei Pacific Islanders, disputando il suo 
ultimo incontro internazionale il 22 novembre 2008 contro l'Italia a Reggio nell'Emilia, unico incontro vinto dalla selezione isolana nella sua storia.

## Palmarès
- Campionati francesi: 1
Perpignano: 2008-09